# Лєра Лауда
Лє́ра Ла́уда (справжнє ім'я Вікторія Чумак; *21 листопада 1988, Київ) — українська журналістка, редакторка. З 2018 року керівниця громадської організації Агенція розвитку локальних медіа "Або". Співзнасновниця Платформи памʼяті Меморіал. 

## Освіта
У 2012 закінчила Інститут журналістики Національного університету імені Тараса Шевченка за спеціальністю «Видавнича справа та редагування». Після першого курсу перевелася на заочне відділення. 

## Кар'єра
- 2008-2009 — журналістка відділу «Культура» «Газети по-українськи».
- З березня 2009 — журналістка телепрограми «Книга.ua» на Першому Національному.
- 2009-2012 —директорка агенції вечірніх курсів про все на світі — компанії «Кругозір».
- 2012-2015 —редакторка та проєктна менеджерка громадської організації "Детектор медіа".
- 2015-2017 —консультантка з цифрових комунікації датської програми підтримки медіа MYMEDIA.
- 2016-2017 —керівниця Лабораторії локальних медіа, засновниця та шеф-редакторка сайту і газети "Дирижабль" в місті Ямпіль, Вінницька область.
- з 2018 року — співзасновниця і керівниця громадської організації Агенція розвитку локальних медіа "Або".

## Публікації
Художні твори публікувалися в 5-му номері альманаху «Нова проза», незалежному культурологічному часописі «Ї» та на сторінках інтернет-видання «ХайВей». Як журналістка, має публікації в журналі «Фокус», газетах — «Газета по-українськи», Україна Молода, «Молодь України», «Друг читача», літературно-критичному часописі «Київська Русь», інтернет-виданні про українську культуру «Сумно?».

## Відзнаки
- Дипломантка літературного конкурсу «Коронація слова 2007» (в номінації «роман») з твором «Мар і Хуана».
- У вересні 2022-го як керівниця ГО "Або" отримала міжнародну медійну премію IPI-IMS Free Media Pioneer – 2022 за вплив на розвиток української журналістики в умовах війни, стійкість й адаптацію до нових реалій.[1]
- У липні 2023-го нагороду Hyperlocal Media Market Growth Award від Media Development Foundation за внесок ГО "Або" у розвиток локальних медіа.[2]

## Список приміток
1. ↑  IPI-Admin (1 вересня 2022). Seven Ukrainian media outlets to receive 2022 Free Media Pioneer award. ipi.media (амер.). Процитовано 8 травня 2024.
2. ↑  Громадська організація Media Development Foundation нагородила 14 локальних новинних медіа. Медіамейкер (укр.). Процитовано 8 травня 2024.